# Майск (Республика Алтай)
Ма́йск — село в Турочакском муниципальном районе Республики Алтай России. Входит в Майское сельское поселение. Стоит у слияния рек Каурчак и Лебедь. Окружён тайгой смешанного типа. В населённом пункте добывают золото. Проходит гравийная автодорога Таштагол — Мрассу. В селе проживают коренные жители — челканцы.

## Население
| 2010 | 2011 | 2012 | 2013 | 2014 | 2015 | 2016 |
| ---- | ---- | ---- | ---- | ---- | ---- | ---- |
| 185  | →185 | ↘170 | ↘162 | ↘142 | ↘128 | ↘118 |

## Инфраструктура
В селе находятся общеобразовательная школа (закрылась в 2020г), фельдшерско-акушерский пункт, библиотека, сельский дом культуры.